# Parafia św. Brata Alberta w Chabówce
Parafia św. Brata Alberta w Chabówce – parafia należąca do dekanatu Rabka archidiecezji krakowskiej. Kościół parafialny został konsekrowany 14 sierpnia 1994 przez kardynała Franciszka Macharskiego. 

## Proboszczowie
- ks. Paweł Skowron (1994– 2025)[1]
- ks. Norbert Sarota (2005– )[2]